# Вернер Коглер
Вернер Коглер (Хартберг, 20. новембар 1961) је аустријски политичар који тренутно обавља дужност вице-канцелара Аустрије, као и министра за уметност, културу, јавну управу и спорт од 7. јануара 2020. године. Он је савезни портпарол Зелене странке од октобра 2017. године. 
Коглер је рођен у малом граду на истоку Штајерске Хартбергу. Средњошколску диплому је стекао 1980. године, а потом је студирао економију и право на Универзитету у Грацу. Економију је дипломирао 1994. године. Почетком осамдесетих постао је један од оснивача покрајинског огранка Зелене странке у Штајерској. Његова активна политичка каријера почела је са функцијом члана градског већа у Грацу 1985. године. У наредним деценијама био је на различитим позицијама у страници Зелених, укључујући члана Савезног извршног одбора и представника штајерских Зелених 2010. године. Године 2019. водио је Зелене у аустријском парламенту као савезни портпарол и постигао је највећу изборну победу у историји странке, само две године након пораза у 2017. години, када Зелени нису успели да уђу у парламент. Од 2019. до 2020. године Коглер је водио коалиционе преговоре с Аустријском народном партијом и бившим канцеларом Себастијаном Курцом. Дана 7. јануара 2020. Коглер је постао нови вицеканцелар Аустрије.  